# راکایه موسی

راکایه موسی شهری در شهرستان دولوگو در استان بازگا در بورکینافاسوی مرکزی است و جمعیت آن ۴۲۵ نفر است.